# Иван Ивановић (костимограф и модни дизајнер)
Иван Ивановић (мкд. Иван Ивановиќ, енгл. Ivan Ivanovic; Сокобања, Србија, 17. фебруар 1982) српски је текстилни дизајнер, костимограф и модни дизајнер. Завршио средњу уметничку школу Ђорђе Крстић (Ниш, Србија), одсек дизајн текстила. Добио је мастер диплому на Факултету примењених уметности Архивирано на веб-сајту  (16. новембар 2012) (Београд, Србија), одсек костим на катедри за савремено одевање, 2009. године, у класи професорке Ингрид Хуљев.

## Биографија
| Година    | Компанија/Институција                                                     | Место                              | Настан |
| --------- | ------------------------------------------------------------------------- | ---------------------------------- | --- |
| 2012      | STEPINTO project                                                          | Београд, Србија                    | Photo-shoot no8 (као модни дизајнер)                                                                                            |
| 2012      | FLAMBOYANT                                                                | Скопље, Република Македонија       | Уметнички дирекција FLAMBOYANT кампање 2011/2012                                                                                |
| 2011      | Creative Art Studio                                                       | Београд, Србија                    | Модна ревија |
| 2009/2010 | Ozone Production                                                          | Београд, Србија                    | Ozone, филм (као костимограф)                                                                                                   |
| 2008      | Goethe-Institut                                                           | Београд, Србија                    | "Fashion Academy Award" (Berlin Fashion Week)                                                                                   |
| 2008      | 23 Belgrade Fashion Week                                                  | Београд, Србија                    | Модна ревија |
| 2008      | Музеј примењених уметности                                                | Београд, Србија                    | Изложба костима |
| 2008      | 24 Belgrade Fashion Week                                                  | Београд, Србија                    | Модна ревија |
| 2008      | Галерија студентског центра                                               | Београд, Србија                    | Изложба цртежа са одсека костим на Факултету примењених уметности Архивирано на веб-сајту (16. новембар 2012) (Београд, Србија) |
| 2008      | Бијенале цртежа малог формата                                             | Београд, Србија                    | Изложба цртежа |
| 2008      | Goethe-Institut                                                           | Београд, Србија                    | Изложба костима |
| 2007      | 21 Belgrade Fashion Week                                                  | Београд, Србија                    | Модна ревија у сарадњи са École nationale supérieure des Arts Décoratifs (EnsAD) - Париз, Француска                             |
| 2007      | Goethe-Institut                                                           | Београд, Србија                    | Изложба слика |
| 2007      | Галерија ликовних уметности                                               | Београд, Србија                    | Изложба костима |
| 2005      | Outside project                                                           | Београд, Србија и Фиренца, Италија | Просторна инсталација |
| 2005      | Outside project                                                           | Београд, Србија                    | Модна ревија |
| 2004      | Goethe-Institut                                                           | Београд, Србија                    | Изложба уникатних шешира |
| 2004      | Факултет ликовних уметности                                               | Београд, Србија                    | Изложба костима, Вилијам Шекспир - "Магбет"                                                                                     |
| 2003      | Музеј примењених уметности                                                | Београд, Србија                    | Изложба цртежа |
| 2003      | Факултет примењених уметности Архивирано на веб-сајту (16. новембар 2012) | Београд, Србија                    | Изложба костима |
| 2002      | Београдски сајам                                                          | Београд, Србија                    | ORKA Архивирано на веб-сајту (25. октобар 2012) модна ревија                                                                    |
| 2002      | Бијенале цртежа малог формата                                             | Београд, Србија                    | Изложба цртежа |
| 2002      | Факултет примењених уметности Архивирано на веб-сајту (16. новембар 2012) | Београд, Србија                    | Изложба Факултета примењених уметности Архивирано на веб-сајту (16. новембар 2012)                                              |
| 2001      | BITEF позориште                                                           | Београд, Србија                    | "Posttraumatic" модна ревија |
| 2001      | Амбасада Индије                                                           | Београд, Србија                    | Изложба уникатних ципела |
| 2001      | Факултет примењених уметности Архивирано на веб-сајту (16. новембар 2012) | Београд, Србија                    | Изложба Факултета примењених уметности Архивирано на веб-сајту (16. новембар 2012)                                              |

## Награде
BAZART AWARDS 2007 - Најбоља модна ревија на 21 Belgrade Fashion Week